# Piperonal
Piperonal ist ein Aromastoff mit Vanille- und Mandelgeruch. Piperonal wird wegen seines an Heliotrop erinnernden Geruchs auch als Heliotropin bezeichnet.
Der Name Piperonal stammt von der erstmaligen Synthese, welche von dem Pfefferinhaltsstoff Piperin („Piperyl-Piperidin“) ausging. Die durch Zerfall von Piperin entstandene Piperinsäure ergab nach einer Umsetzung mit Kaliumpermanganat in alkalischer Lösung Piperonal.

## Vorkommen

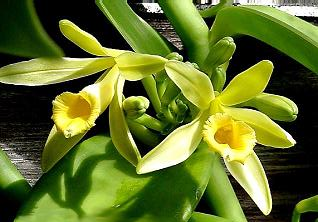
Gewürzvanille enthält natürlicherweise Piperonal

Piperonal kommt in geringen Mengen in den Blütenölen von Echtem Mädesüß (Filipendula ulmaria) und der Gewöhnlichen Robinie (Robinia pseudoacacia) vor. Daneben kann es im Öl des Kampferbaum, in Pfeffer, den Blüten der Tuberose, in der Amerikanischen Heidelbeere, in der Gewürzvanille und den Blüten der Duftveilchen nachgewiesen werden.

## Gewinnung und Darstellung
Erste Forschungsarbeiten gehen auf Carl Liebermann am Berliner Gewerbeinstitut zurück. Es gibt mehrere Möglichkeiten zur Darstellung von Piperonal. Die übliche Herstellung ist die Isomerisierung des Naturstoffs Safrol zu Isosafrol und anschließende Oxidation zu Piperonal mit Kaliumpermanganat, Kaliumdichromat oder Ozon. Eine ältere Methode ist die Umsetzung von Protocatechualdehyd und Methyleniodid mit Kaliumhydroxid.
Die Frage, ob die Gewinnung von Piperonal tatsächlich in größerem Maßstab aus natürlichen Stoffen möglich ist oder ob es sich dabei um eine Synthese handelt, wurde in einem Rechtsstreit zwischen dem Schokoladenhersteller Ritter Sport und der Stiftung Warentest öffentlich diskutiert. Das Münchner Landgericht hat im Januar 2014 eine einstweilige Verfügung gegen die Stiftung Warentest bestätigt, der zufolge diese nicht mehr behaupten darf, das von Ritter Sport verwendete Piperonal sei falsch als „natürliches Aroma“ deklariert worden. Wie das von dem Unternehmen Symrise gelieferte Piperonal tatsächlich hergestellt wurde, geht aus dem Urteil, das die Stiftung Warentest anfocht, nicht hervor. Nach einer später erfolgten Darstellung nutzt das Unternehmen das aus dem Sassafrasbaum (Sassafras albidum) extrahierte und angereicherte Safrol als Vorstufe einer biochemischen Umwandlung zur Herstellung von Piperonal, von dem Ritter Sport im Jahr sechs Kilogramm bezieht. Im September 2014 bestätigte das Oberlandesgericht München das Urteil und wies den Widerspruch der Stiftung Warentest endgültig ab.

## Eigenschaften
Piperonal bildet meist farblose, gut ausgebildete Kristalle, die sich unter dem Einfluss von Licht, großer Hitze oder im Kontakt mit Eisen, z. B. Blechdosen, braun färben. Der Stoff ist in Ethanol und in Diethylether leicht löslich, in Wasser sehr schwer (zu etwa 0,5 %), in Glycerin so gut wie gar nicht.

## Nachweis
Der sichere Nachweis und die Quantifizierung von Piperonal wird nach adäquater Probenvorbereitung durch die Kopplung der Gaschromatographie mit der Massenspektrometrie ermöglicht. Für den Nachweis des Piperonals in Vanilleschoten-Extrakten kommt auch die RP-HPLC zum Einsatz.

## Verwendung
Piperonal wird aufgrund des angenehmen Heliotropgeruches als Parfüm- und Kosmetikabestandteil sowie zum Aromatisieren von Seifen und Waschmitteln verwendet. In der Lebensmittelindustrie findet es als Aromastoff Verwendung. Daneben ist es ein Ausgangsstoff in der Synthese von Tadalafil. Auch manchen Tabakerzeugnissen wird es zugesetzt.
Piperonal wird in Anhang I zum Übereinkommen der Vereinten Nationen gegen den unerlaubten Verkehr mit Suchtstoffen und psychotropen Stoffen von 1988 als Vorläuferstoff aufgeführt. Es wird in der illegalen Drogenproduktion für die Herstellung von MDA und MDMA benutzt.

## Rechtsstatus
Piperonal fällt unter die Kategorie 1 des Grundstoffüberwachungsgesetzes als direkter Vorläufer von Betäubungsmittel. Damit ist der Handel, Herstellung, die Ein- und Ausfuhr genehmigungs- und meldepflichtig.